# Cantone di La Motte-du-Caire
Il Cantone di La Motte-du-Caire è una divisione amministrativa soppressa dell'arrondissement di Forcalquier.
A seguito della riforma approvata con decreto del 24 febbraio 2014, che ha avuto attuazione dopo le elezioni dipartimentali del 2015, dal 1º aprile 2015 è stato accorpato al Cantone di Seyne.

## Composizione
Comprendeva 13 comuni:
- Le Caire
- Châteaufort
- Clamensane
- Claret
- Curbans
- Melve
- La Motte-du-Caire
- Nibles
- Sigoyer
- Thèze
- Valavoire
- Valernes
- Vaumeilh